# Phytometra heostrophis
Phytometra heostrophis är en fjärilsart som beskrevs av Dyar 1919. Phytometra heostrophis ingår i släktet Phytometra och familjen nattflyn. Inga underarter finns listade i Catalogue of Life.